# Rose d'Or

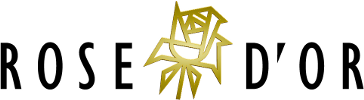

Rose d'Or (Trandafirul de aur) este unul din cele mai importante festivaluri internaționale dedicate serialelor. Eurovision este deținătoarea festivalului din 1961. Din 2003 are câte șase categorii pentru televiziune și seriale online: comedie, sitcom, game show, reality, artă, entertainment și trei pentru radio: comedie, reality și entertainment.

## Câștigători ai Rose d'Or
- 1961: The Black and White Minstrel Show (BBC, Regatul Unit)
- 1962: Kaskad (SR, Suedia)
- 1963: Julie and Carol at Carnegie Hall (CBS, SUA)
- 1964: Happy End (SSR / TSR, Elveția)
- 1965: The Cold Old Days (YLE, Finlanda)
- 1966: L'Arroseur arrosé (ORTF, Franța)
- 1967: The Frost Report (BBC, Regatul Unit)
- 1968: Historias de la Frivolidad (TVE, Spania)
- 1969: Holiday in Switzerland (SRG / SF DRS, Elveția)
- 1970: Les six évadés (CST, Cehoslovacia)
- 1971: Lodynski's Flohmarkt Company (ORF, Austria)
- 1972: Marty Feldman's Comedy Machine (UKIB, Regatul Unit)
- 1973: The N.S.V.I.P.'s (SR TV1, Suedia)
- 1974: Don Juan (TVE, Spania)
- 1975: Fatti e Fattacci (RAI, Italia)
- 1976: The Nor-Way to Broadcasting (NRK, Norvegia)
- 1977: The Muppet Show (UKIB, Regatul Unit)
- 1978: The Shirley MacLaine Special – Where Do We Go From Here? (CBS, SUA)
- 1979: Rich Little's Christmas Carol (CBC, Canada)
- 1980: Dream Weaver (CBC, Canada)
- 1981: Mikhail Baryshnikov on Broadway (ABC, SUA)
- 1982: Dizzy Feet (UKIB / Central, Regatul Unit)
- 1983: Al Paradise (RAI, Italia)
- 1984: I am a Hotel (CBC, Canada)
- 1985: The Paul Daniels Magic Easter Show (BBC, Regatul Unit)
- 1986: Penn and Teller Go Public (CPB, SUA)
- 1987: The Prize (SVT, Suedia)
- 1988: The Comic Strip Presents... The Strike (Channel 4, Regatul Unit)
- 1989: Hale & Pace (UKIB / LWT, Regatul Unit)
- 1990: Mr. Bean (UKIB / Thames, Regatul Unit)
- 1991: A Night on Mount Edna (LWT, Regatul Unit)
- 1992: Brian Orser: Night Moves (CBC, Canada)
- 1993: The Kids in the Hall (Broadway, Canada)
- 1994: Sevillanas (Sogepaq, Spania)
- 1995: Don't Forget Your Toothbrush (Ginger / Channel 4, Regatul Unit)
- 1996: Itzhak Perlman – In the Fiddler's House (CPB, SUA)
- 1997: Cold Feet (Granada Television, Regatul Unit)
- 1998: Yo-Yo Ma Inspired by Bach (Rhombus, Canada)
- 1999: The League of Gentlemen (BBC, Regatul Unit)
- 2000: The Mole (VRT, Belgia)
- 2001: Lenny Henry in Pieces (Tiger Aspect / BBC, Regatul Unit)
- 2002: Pop Idol (Thames TV/ITV, Regatul Unit)
- 2003: Faking It (RDF Media / Channel 4, Regatul Unit)

## Legături externe
- Site oficial